# Perizonium

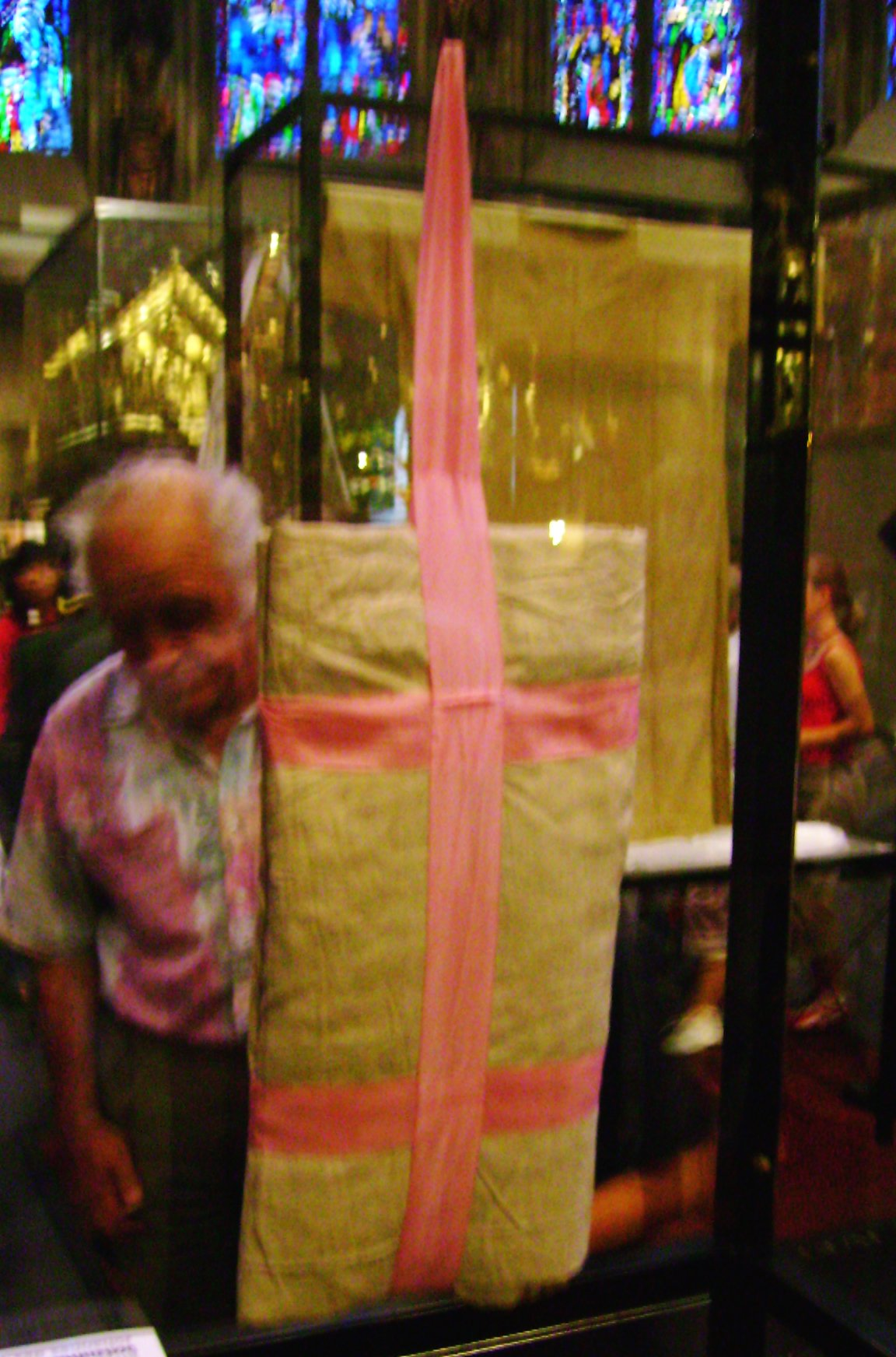
Reliquia del perizonium, la cual según la tradición, se venera en la catedral de Aquisgrán, Alemania.

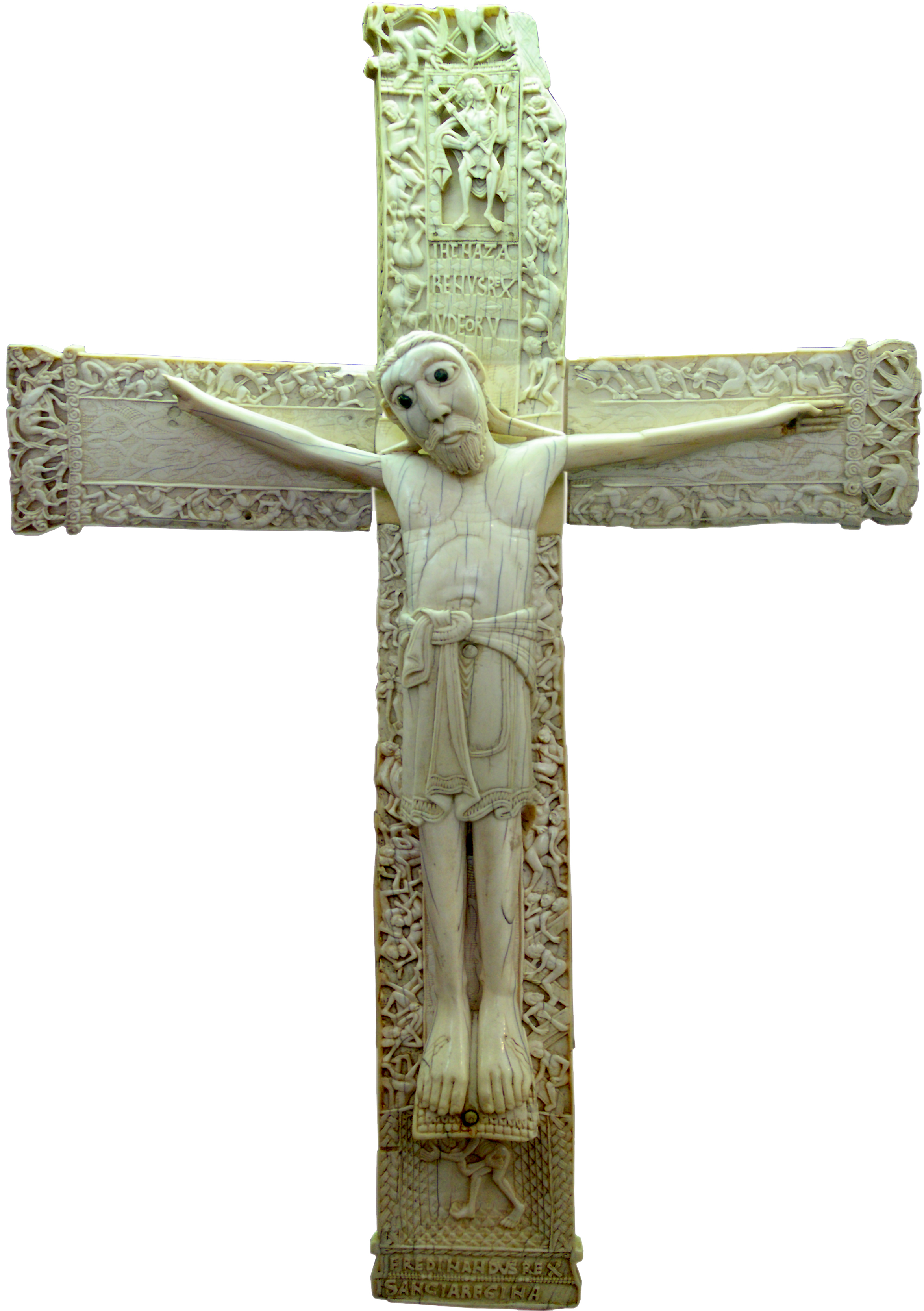
Crucifijo de don Fernando y doña Sancha c. 1063 con perizonium, atado con gran lazo, que cubre hasta las rodillas. MAN de Madrid.

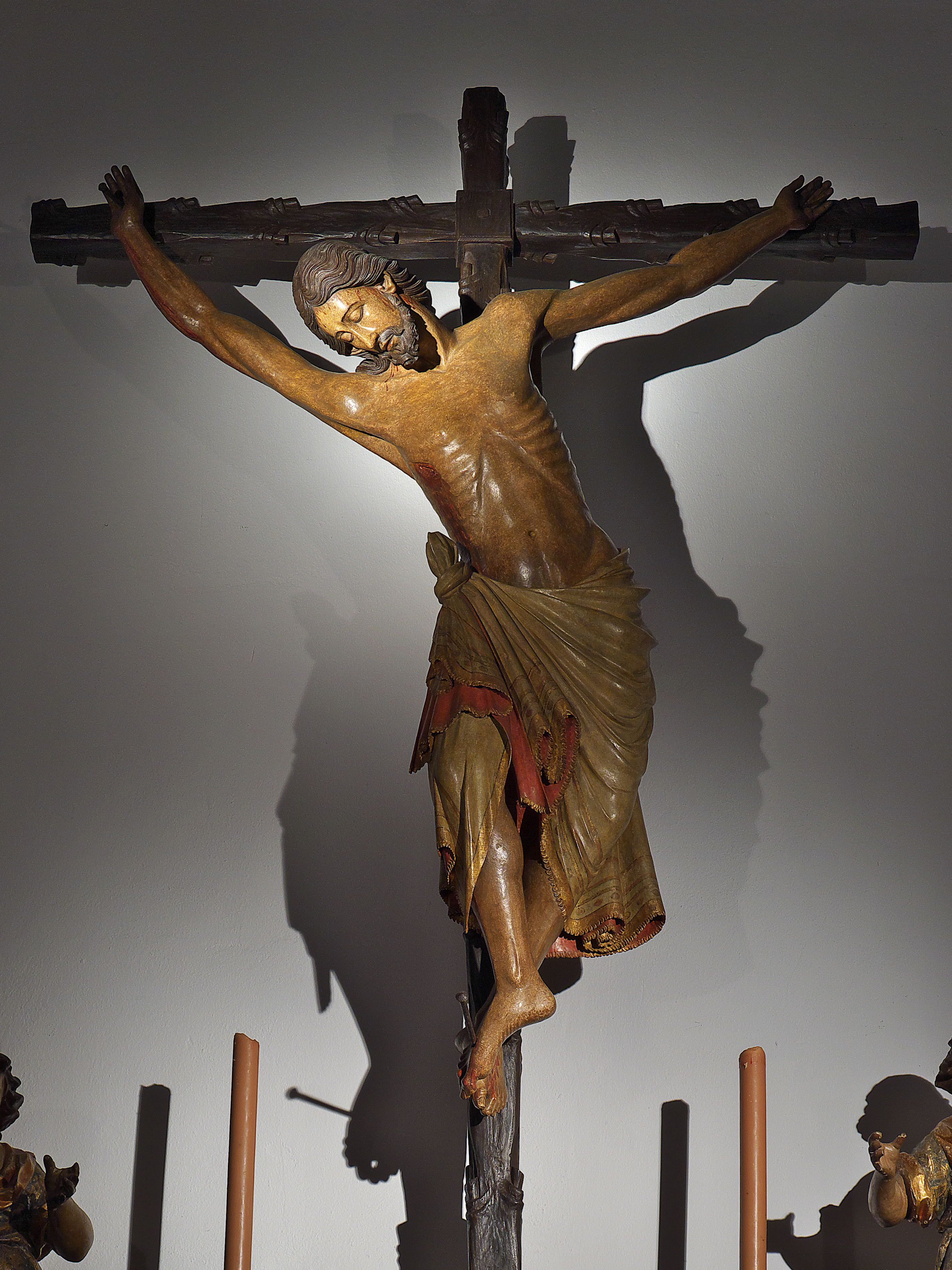
Cristo de San Pedro. Sanlúcar la Mayor.

Perizonium [peɾiˈθonjum], perizoma (en griego antiguo: περίζωμα, "alrededor de la cintura"), paño de pureza, linteus (de "lino", en latín) o lienzo de pureza, son las denominaciones que suele recibir el paño, lienzo, pieza de tela o falda corta que, por motivos de pudor, sirvió para ocultar la desnudez de Jesús de Nazaret durante su crucifixión, tras el expolio.
No aparece en los evangelios canónicos, sino en uno de los apócrifos, el Evangelio de Nicodemo (10:1), donde, al narrarse la escena del expolio (cuando es despojado de sus vestidos —la túnica inconsútil que sí está reflejada en los canónicos—), se dice:

Y Jesús salió del Pretorio y los dos ladrones con él. Y cuando llegó al lugar que se llama Gólgota, los soldados lo desnudaron de sus vestiduras y le ciñeron un lienzo, y pusieron sobre su cabeza una corona de espinas y colocaron una caña en sus manos. Y crucificaron igualmente a los dos ladrones a sus lados, Dimas a su derecha y Gestas a su izquierda.

Si Cristo fue o no crucificado desnudo, o si en todo caso hay que representar esta escena con paño de pureza es un asunto que ha generado alguna controversia.
La forma del perizonium (su longitud, ceñido, cinturón, etc.), que permite simbolizar ciertas ideas iconográficas, es utilizada por los expertos en arte para datar las diferentes representaciones del crucificado. 
Según la tradición, la verdadera reliquia del perizonium se conserva en la catedral de Aquisgrán.
Por extensión, la expresión paño de pureza o lienzo de pureza se aplica a cualquier recurso utilizado para cubrir las partes pudendas de los desnudos en el arte.